# 東京シーサイドストーリー

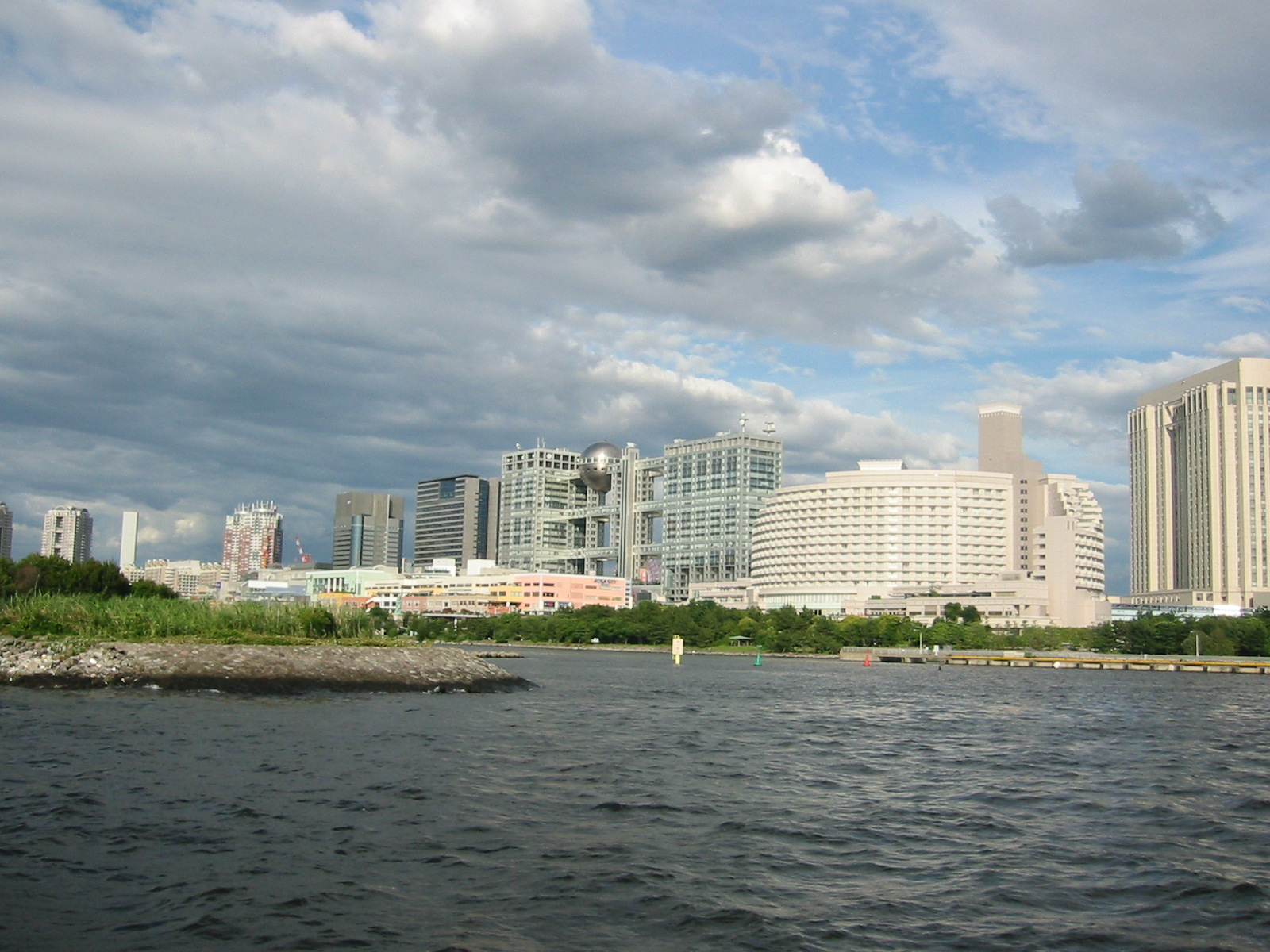
フジテレビ本社などが位置する台場地区

東京シーサイドストーリー（とうきょうシーサイドストーリー、TOKYO SEASIDE STORY）は、東京湾岸エリアの情報を伝える月刊誌。「年5700万人が訪れる日本一の観光都市・お台場で唯一の月刊情報誌」がキャッチコピー。東京都港湾局公認で、産経新聞社から発行、創刊21年を迎えた。

## 概要
1996年3月26日、フジテレビ本社などが位置する台場地区の街開きに合わせ創刊。編集の基本コンセプトは、臨海副都心をはじめ、東京湾岸エリアのショッピング・グルメ・イベントなど、「面白くてタメになっておトク」な情報を掲載している。
創刊号は、お台場の全容を簡単に一覧できる「おもしろマップ」や「食と買い物ガイド」「各地域のイベント速報」を掲載。表紙は、ゲームソフトの“鬼才”と言われる広井王子のコラージュだった。
それと共に東京下町生まれの広井王子による下町の変化についてのコラムが数年続いた
フジテレビと誌面コラボを展開しており、「平成14年 8月号」（2002年7月）では、ダウンタウンの出演するフジテレビの音楽番組「HEY!HEY!HEY! MUSIC CHAMP」の宣伝ページも掲載された。
同誌は、お台場のほか、東京タワーなどでも入手できる。周辺施設の割引券がついており、無くなり次第終了。バックナンバーの販売も行っていないため、入手は毎号早い者勝ちになる。なお、最新号など一部は、ウェブサイトでPDF形式で閲覧できる。